# Kelvin Leong
Leong Ian Veng, beter bekend als Kelvin Leong, (Macau, 22 februari 1981) is een Macaus autocoureur.

## Karriere
Leong begon zijn autosportcarrière in de toerwagens in 2007, toen hij tweede werd in de Macau Fortuna Trophy in een Honda Integra. In 2008 en 2009 won hij de N2000-klasse in het Macau Touring Car Championship en won in 2009 ook de Macau/Hong Kong Interport Race. In 2010 behaalde hij in de AAMC Challenge van het MTCC de derde plaats en werd hij vierde in de Macau CTM Race. In 2011 stapte hij over naar een Honda Accord, waarmee hij zich in het MTCC verbeterde naar de tweede plaats en in de Macau CTM Race naar de derde plaats.
In 2012 werd Leong voor de derde keer kampioen in het MTCC, deze keer in de AAMC Challenge. Ook maakte hij zijn debuut in het World Touring Car Championship voor het Song Veng Racing Team in een Honda Accord Euro R in het raceweekend op het Shanghai International Circuit. In de eerste race wist hij als zeventiende te eindigen, terwijl hij in de tweede race de finish niet wist te bereiken.